# Arionești, Dondușeni
Arionești este un sat din raionul Dondușeni, Republica Moldova, situat la distanța de 30 km de orașul Dondușeni, centru raional, și 175 km de Chișinău, capitala țării. În preajma satului este amplasată rezervația peisagistică Rudi–Arionești.

## Etimologie
Denumirea localității vine fie de la numele de persoană Arion, fie de la antroponimul Arionescu, devenit în timp Arionești și desemnând fie întemeietorul așezării, fie proprietarul moșiei. 

## Istorie
În urma săpăturilor arheologice pe moșia satului au fost descoperite opt vetre de sate care au ființat în vechime. Trei dintre acestea datează din mileniul IV-II î.Hr, una – din mileniul II î.Hr., iar altele două din – secolele II-IV d.Hr.
Atestat în anul 1463, Arionești, s-a contopit cu un sat mai vechi, Conceni. Ambele sunt așezări răzășești, având ca megieși pe Enache postelnicul și rudele acestuia. La 6 martie 1663, Alexandru Iliaș, domnul Moldovei, confirma dania făcută de către Enache postelnicul și rudele sale, prin care părți din Arionești și Conceni devin proprietatea mănăstirii Sfântul Sava din Iași. Însă răzeșii au fost dezavantajați de acțiunea postelnicului Enache, astfel încât la 20 octombrie 1638 caută dreptate la scaunul domniei răzeșul din Concești Gherasim Roșca, iar la 28 octombrie 1639 și Lupu Prăjescu din Arionești. Și Miron Costin, slugerul, la 25 mai 1658 se plângea la domnie pentru faptul că mănăstirea Sf. Sava ține și partea lui rămasă de la unchiul său, Balica hatmanul. La 12 august 1650 o parte din răzeșii satelor Arionești și Conceni au venit cu plângere în fața lui Vasile Lupu, însă fără succes. In 1672 domnul Moldovei Gheorghe Duca reconfirma mănăstirii Sf. Sava moșiile dăruite de către postelnicul Enache și rudele sale. Dar răzeșii rămași fără pământul propriu, fără să fie împovărați prea mult de mănăstire, nu se linișteau. Despre aceasta mărturisesc documentele domniei de la 9 decembrie 1755, 3 mai 1763 și 2 iunie 1741.
În timpul războiului ruso-turc din 1768-1774 trupele rusești intră pe teritoriul Moldovei, rechiziționând vitele, produsele alimentare, provocând în martie 1773, prin acțiunile violente o răscoală care a cuprins 49 de sate din ținuturile Soroca și Orhei-Lăpușna. Răscoala a fost înăbușită de către unitățile militare rusești spre sfârșitul anului 1774 și a avut consecințe grave pentru țăranii din Arionești: din 70 de familii de gospodari, care se aflau în sat în iunie 1774, spre sfârșitul aceluiași an rămaseră 53. Alte familii au părăsit satul chiar la începutul războiului, strămutând-se peste Prut, pe moșiile aceleiași mănăstiri Sf. Sava și nu s-au grăbit să se întoarcă.
Recensământul din 1803 consemna la Arionești 111 gospodării. Recensământul din 1835 atesta la Arionești 160 de familii țărănești, 452 de bărbați și 393 de femei.
Școala parohială bisericească a fost recunoscută de autoritățile ruse în 1862, însă dascălul Gheorghe declara în 1815 că în satul Arionești școala a fost deschisă cu mult înainte de 1812. Din 1884 școala avea și un cămin pentru elevii din satele vecine.
În 1887 proprietarul moșiei Victor Cotovițchi, a pus la dispoziția elevilor școlii din sat o prisacă pentru activitate practică. În 1897 director al școlii devine Mihai Oțel, care deschide peste un an o bibliotecă pentru elevi și vârstnicii, iar apoi organizează fanfara școlii, în care cântau copiii. În 1905 la școala din Arionești învățau circa 200 de copii cu vârsta cuprinsă între 8 și12 ani.
În iunie 1940 populația satului era de 3149 persoane. Către 1949, după război, foamete și deportări în sat rămaseră 2819 locuitori.

## Geografie
Satul are o suprafață de circa 4,86 kilometri pătrați, cu un perimetru de 10,06 km. Comuna Arionești are o suprafață totală de 40,52 kilometri pătrați, fiind cuprinsă într-un perimetru de 35,46 km. Arionești este unicul sat din comuna cu același nume. Satul Arionești este situat la o distanță de 30 km de orașul Dondușeni și 175 km de Chișinău.

### Resurse naturale
În sectorul obștesc se află 3340 ha de pământ, dintre care arabil – 2727 ha, livezi – 224 ha, 667 bovine, 301 porcine, 443 de ovine. În sectorul individual – 332 ha, 252 bovine, 365 de porcine, 482 de ovine. Fântâni –242. Drumuri – 35 km (cu acoperire rigidă – 12 km).

## Economia locală
În 1998 în Arionești funcționau 5 magazine, o cafenea, o casă de prestări servicii, o baie, un punct medical, o grădiniță de copii, o școală, o casă de cultură, o instalație de cinema, o bibliotecă, un oficiu poștal, un stadion.

## Monumente ale naturii
În anul 1996 la nord-vest de satul Rudi, pe malul drept al unei râpe uscate, chiar sub cimitirul localității, a fost descoperită o peșteră, numită „Peștera Răposaților”. Intrarea în ea reprezintă o crăpătură sub formă de unghi cu lățimea de 0,7 - 1,0 m bine camuflată într-o mică văgăună. Aceste săli/crăpături au o arhitectură ciudată: de la podea au o formă de semicerc, care pe parcurs se lărgesc, devenind mai spațioase. În peșteră se află încăperi de diferite dimensiuni și forme cu lungimi de 3,4 - 6,7 m, înălțimi de 3,4 - 8,1 m și lățimi de 0,7 - 2,5 m. După prima cercetare a peșterii din 1996, a urmat a doua în 1997, fiind cercetați 68 m ai acestui monument al naturii.
Cea mai importantă după suprafața ocupată și varietatea monumentelor este rezervația Rudi-Arionești. Ea cuprinde trei văgăuni (defileuri) cu malurile abrupte și împădurite: Rudi, Arionești și Tătărăuca cu o suprafață totală de 916 ha. Deosebit de important este defileul Rudi cu o lungime de 5 km și adâncimea de 250 m. Pe suprafața lui sunt bine dezvoltate fisurile eoliene cu forme bizare. În zilele cu o anumită direcție a vântului ele emit sunete melodioase. Datorită acestui efect ele au fost numite ”harpe eoliene”. În vegetația peisajului predomină pădurile. Pe teritoriul rezervației sunt mai multe izvoare. Din aceste izvoare șuvițele de apă se adună într-un râuleț, ce pe alocuri curge în cascade, vărsând-se în Nistru. Localnicii susțin că apa unor izvoare ar fi tămăduitoare.
În sectorul Rudi al rezervației se găsesc peste 100 de monumente ale naturii: Văgăuna Lupilor, Văgăuna Vânturilor, Stânca Balaurului, Harpa Eoliană, Peștera Răposaților, Izvorul Verde ș.a. În apropierea Mănăstirii Rudi se află trei cetăți de pământ: cetățuia ”La șanțuri”, de origine tracică, identificată de unii cercetători cu orașul antic Maetonium, cetățuia getică „La trei cruci” și așezarea medievală „Farfuria turcului”, datând din secolul X. Tot aici pot fi întâlnite multe alte monumente arheologice, o peșteră, cascade, izvoare, braniști. Relieful, flora și fauna sunt aici armonios îmbinate cu trecutul istoric al populației. Rezervația Rudi-Arionești reprezintă o comoară forestieră unică, un adevărat monument creat de natură.

## Demografie

### Structura etnică
Conform datelor recensământului populației din 2004, populația satului constituia 1596 de oameni, dintre care 45,86% - bărbați și 54,14% - femei.
| Grup etnic                    | Populație | % Procentaj |
| ----------------------------- | --------- | ----------- |
| Băștinași declarați Moldoveni | 1 547     | 96,93%      |
| Bulgari                       | 1         | 0,06%       |
| Ruși                          | 18        | 1,13%       |
| Ucraineni                     | 27        | 1,69%       |
| Altele                        | 3         | 0,19%       |
| Total                         | 1596      | 100%        |

În satul Arionești au fost înregistrate 693 de gospodării casnice la recensământul din anul 2004, iar mărimea medie a unei gospodării era de 2,3 persoane.
Conform datelor recensământului populației din 2014, populația satului constituia 1 291 de oameni, dintre care 45.7% - bărbați și 54.3% femei.:
| Grup etnic                    | Populație | % Procentaj |
| ----------------------------- | --------- | ----------- |
| Băștinași declarați Moldoveni | 1 259     | 97,7%       |
| Ucraineni                     | 19        | 1,5%        |
| Ruși                          | 6         | 0,5%        |
| Alții                         | 7         | 0,3%        |
| Total                         | 1 291     | 100%        |

În satul Arionești au fost înregistrate 562 de gospodării casnice la recensământul din anul 2014.

## Administrație și politică
Componența Consiliului local Arionești (9 consilieri), ales la 5 noiembrie 2023, este următoarea:
|  | Partid                                        | Consilieri | Componență | Componență | Componență | Componență | Componență | Componență | Componență |
|  | --------------------------------------------- | ---------- | ---------- | ---------- | ---------- | ---------- | ---------- | ---------- | ---------- |
|  | Partidul Socialiștilor din Republica Moldova  | 7          |            |            |            |            |            |            |            |
|  | Partidul Dezvoltării și Consolidării Moldovei | 1          |            |            |            |            |            |            |            |
|  | Partidul Acțiune și Solidaritate              | 1          |            |            |            |            |            |            |            |

## Personalități
- Victor Pușcaș (n. 1943) - jurist și politic moldovean, vicepreședinte al Parlamentului Republicii Moldova, președinte al Curții Supreme de Justiție, președinte al Consiliului Suprem al Magistraturii, Președinte al Curții Constituționale.
- Rodica Odineț, doctor în istorie, rectorul Institutului Relații Internaționale „Perspectiva";
- Iurie Căpățînă, doctor în științe tehnice, conferențiar universitar UTM.